# Termometro galileiano

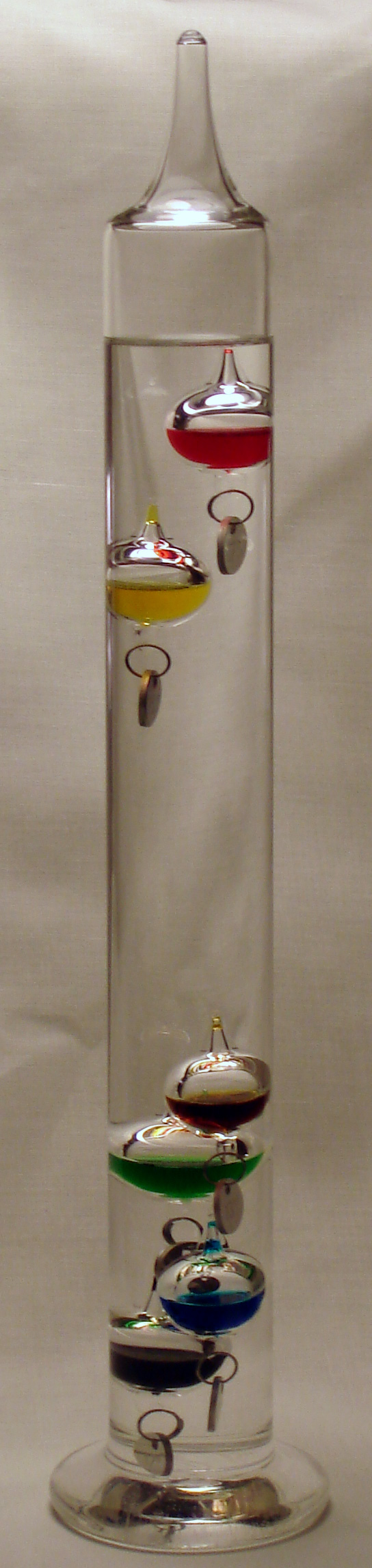

Il termometro galileiano (o ad ampolla) è un particolare tipo di termometro che misura la temperatura. Probabilmente è stato ideato da Galileo Galilei ma poi messo a punto da studiosi dell'Accademia del cimento, una scuola fondata a Firenze nel 1657 da alcuni suoi allievi.

## Descrizione
Consiste in un cilindro di vetro posto in verticale e riempito di alcool; all'interno di questo liquido vi sono delle boccette (o ampolle), e su ognuna di queste vi è appesa una targhetta su cui si legge la temperatura. Queste boccette sono riempite a loro volta di un liquido colorato, per una più facile identificazione. Quando si è raggiunto l'equilibrio termico, si vengono solitamente a creare due gruppi di boccette, uno più in basso nel cilindro e l'altro in alto. La temperatura segnata sulla boccetta più in basso tra quelle del gruppo in alto segnala l'attuale temperatura atmosferica. Nel caso dell'immagine esemplificativa qui di lato, la temperatura verrebbe letta sulla boccetta con il liquido giallo.

### Spiegazione scientifica

Se un volume corrispondente ad un chilogrammo di liquido viene isolato con pareti aventi un basso coefficiente di dilatazione termica dal resto dell'alcool si avrà il galleggiamento o l'affondamento del volume rispettivamente a seguito del raffreddamento (a sinistra) o del riscaldamento (a destra) del recipiente.

Esempio di funzionamento: in seguito alla diminuzione di temperatura da 76 °F a 70 °F l'ampollina corrispondente a 72 °F sale, per cui in entrambi i casi la temperatura è compresa tra i valori indicati dall'ampolla più bassa del gruppo in alto (76 °F a sinistra e 72 °F a destra) e dall'ampolla più alta del gruppo in basso (72 °F a sinistra e 68 °F a destra).

Dal punto di vista fisico, il termometro di Galileo sfrutta il principio di Archimede, ovvero se abbiamo due corpi (o fluidi) di densità differenti, quello con densità minore tenderà a salire verso l'alto mentre quello con densità maggiore tenderà a scendere verso il basso.
Se la temperatura atmosferica aumenta da {\displaystyle T_{1}} a {\displaystyle T_{2}}, il liquido che contiene le boccette diminuisce di densità per il fenomeno della dilatazione termica nei liquidi. Indichiamo la densità del liquido prima del riscaldamento con {\displaystyle \rho |_{T_{1}}} e quella relativa al nuovo equilibrio termico con {\displaystyle \rho |_{T_{2}}}, quindi:
{\displaystyle T_{1}<T_{2}}   e   {\displaystyle \rho |_{T_{1}}>\rho |_{T_{2}}}.
Consideriamo ora una ampollina di densità costante {\displaystyle \rho _{b}}.
Se il recipiente stava galleggiando prima del riscaldamento, vuol dire che {\displaystyle \rho _{b}<\rho |_{T_{1}}}. A riscaldamento avvenuto, la densità del liquido diminuisce, e se la temperatura è abbastanza alta, abbiamo che:
{\displaystyle \rho _{b}>\rho |_{T_{2}}}
per cui l'ampollina in questione si adagerà sul fondo.